# Mariana Dunyaska García Rojas
Mariana Dunyaska García Rojas, (Distrito Federal, México, 29 de octubre de 1974) es una política veracruzana, legisladora, psicóloga, maestra en Administración y militante del Partido Acción Nacional. Fue diputada federal en la LXII Legislatura, así como se desempeñó como diputada local en la LXIV Legislatura del Congreso del Estado de Veracruz. Desde el 1 de septiembre de 2018 tiene el cargo de diputada federal en la LXIV Legislatura del Congreso de la Unión de México representando al Distrito XII con Cabecera en Veracruz, desempeñándose como secretaria de la mesa directiva durante el primer año de dicha Legislatura.

## Formación
Mariana Dunyaska García Rojas nació en la delegación Gustavo A. Madero, Distrito Federal el 29 de octubre de 1974. Hija de padres veracruzanos, se trasladaría al Puerto de Veracruz a sus tres años, donde viviría la mayor parte de su vida, realizando sus estudios hasta graduarse en la carrera de Psicología por la Universidad Autónoma de Veracruz Villa Rica, obteniendo mención honórifica y testimonio de calidad académica. 
En 2009 fue becaria del National Democratic Institute.  
Estudio la Maestría en Administración del Factor Humano en la Universidad Cristóbal Colón donde actualmente cursa el doctorado en Administración. Se ha capacitado en diversos temas, entre los cuales destacan género, justicia, transparencia, liderazgos de mujeres, derecho marítimo, técnicas de enseñanza, entre otros. 

## Trayectoria Política
Se integra al Partido Acción Nacional en 1993 en el área de Acción Juvenil y entra al padrón de militantes el 19 de febrero de 2001. Dentro de la institución se ha desempeñado en diversos cargos siendo de 2006 a 2007 Integrante de la Secretaría Municipal de Vinculación con la Sociedad en el municipio de Boca del Río. Fue Consejera Estatal en el Estado de Veracruz de 2008 a 2011.  
Dentro del Comité Directivo Estatal del PAN, sería Integrante de la Comisión Dictaminadora en el periodo de 2008 a 2011, durante este periodo igualmente ocuparía el cargo de Secretaria Estatal de Promoción Política de la Mujer.
A nivel federal fue certificada en 2010 como Capacitadora Nacional SCAN  por parte de la Fundación Rafael Preciado Hernández, cargo que ocupa a la fecha. Fue Consejera Nacional de 2010 a 2018 e Integrante del Comité Directivo Estatal de Veracruz de 2011 a 2014.
En 2012 obtendría mediante el proceso de elección interna de militantes el Primer Lugar de la Lista de Plurinominales en el Estado de Veracruz ubicado en la Tercera Circunscripción Electoral, lo que le permitió ser electa diputada federal para la LXII Legislatura de la Cámara de Diputados de 2012 a 2015. Dentro de las comisiones ordinarias en las que participó se desempeñó como Secretaria de le Comisión de Vigilancia de la Auditoría Superior de la Federación, Secretaria de la Comisión de Fomento Cooperativo y Economía Social e Integrante de la Comisión de Atención a Grupos Vulnerables, así como participando en  como Secretaria de la Comisión Especial del Café, Integrante de la Comisión de Revisión del caso Oceanografía, contratos celebrados por Petróleos Mexicanos, sus empresas subsidiarias y filiales de 2006 a la fecha, la cual desenmascaría casos de corrupción y desvío de recursos por 585 millones de dólares. 
Habiendo concluido su periodo como diputada federal, en 2016 competiría una Diputación Local por el Distrito XVII del Estado de Veracruz con Cabecera en Medellín, siendo electa y formando parte de la LXIV Legislatura del Congreso del Estado de Veracruz, desempeñándose como Vicecordinadora del Grupo Legislativo del PAN. Dentro de la legislatura fungiría como Presidenta en la Comisión de Administración y Presupuesto, Secretaria de la Comisión de Trabajo y Previsión Social, y Vocal de la Comisión de Agua Potable y Saneamiento. Participó como vocal en la Comisión Especial para atender lo relativo al Cultivo, Producción y Comercialización de la Piña.
Actualmente funge como diputada federal por el Distrito XII con Cabecera en Veracruz, obteniendo 102 mil 580 sufragios durante los comicios de 2018. Fue secretaria de la Mesa Directiva de la Cámara de Diputados en el periodo de 2018 a 2019, y actualmente se desempeña como Secretaria de la Comisión de Justicia, siendo integrante de las Comisiones de Relaciones Exteriores y Marina. Igualmente es integrante de los Grupos de Amistad de México con la India, Cuba, Grecia, Dinamarca y Sudáfrica, siendo vicepresidenta de este último.
Tanto en 2014 como en 2019 impulsaría, desde la Cámara de Diputados, una Moneda Conmemorativa, un Timbre Postal y un Billete de Lotería para conmemorar, primero la Gesta Heroíca del 21 de abril de 1914, y después para la conmemoración de los 500 Años de la Fundación de la Ciudad y Puerto de Veracruz, primer Ayuntamiento de México.

## Administración Pública Local
En la Administración Pública se desempeñó como Directora del Albergue Santa Ana del DIF del Municipio de Boca del Río del 2001 al 2004. Fue Vocal Ciudadana del primer Instituto Municipal de la Mujer en el Estado de Veracruz, ubicado en el Municipio de Boca del Río.
Se desempeñó como Promotora y Capacitadora de Proyectos Comunitarios para Hábitat de SEDESOL/IMMUJER en Boca del Río del 2005 al 2008, trabajando con diferentes asociaciones y grupos de mujeres.

## Redes Sociales
Twitter
Facebook